# Alberto Aguilar (calciatore)
Alberto Aguilar Leiva (Benamejí, 12 luglio 1984) è un allenatore di calcio ed ex calciatore spagnolo, di ruolo difensore.

## Carriera

### Club
Il 1º luglio 2016 viene acquistato a titolo definitivo dalla squadra cipriota dell'Anorthōsis.